# Пташка (фільм, 1984)
Пташка (англ. Birdy) — американський художній фільм 1984 року режисера Алана Паркера. Екранізація роману Вільяма Вортона «Пташка». У 1985 році фільм отримав Гран-прі на 38-му Каннському МКФ.

## Сюжет
Драматична історія двох друзів — інтроверта Пташки (Меттью Модайн) та безтурботного веселуна Ела (Ніколас Кейдж). Пройшовши всі жахи війни у В'єтнамі, вони повернулися додому скалічиними людьми. Їм обом ні на кого більше сподіватися. Тільки один на одного …

## Ролі виконують
- Меттью Модайн — Пташка
- Ніколас Кейдж — Альфонсо
- Джордж Бак — батько Пташки
- Маршалл Белл — Ронський

## Навколо фільму

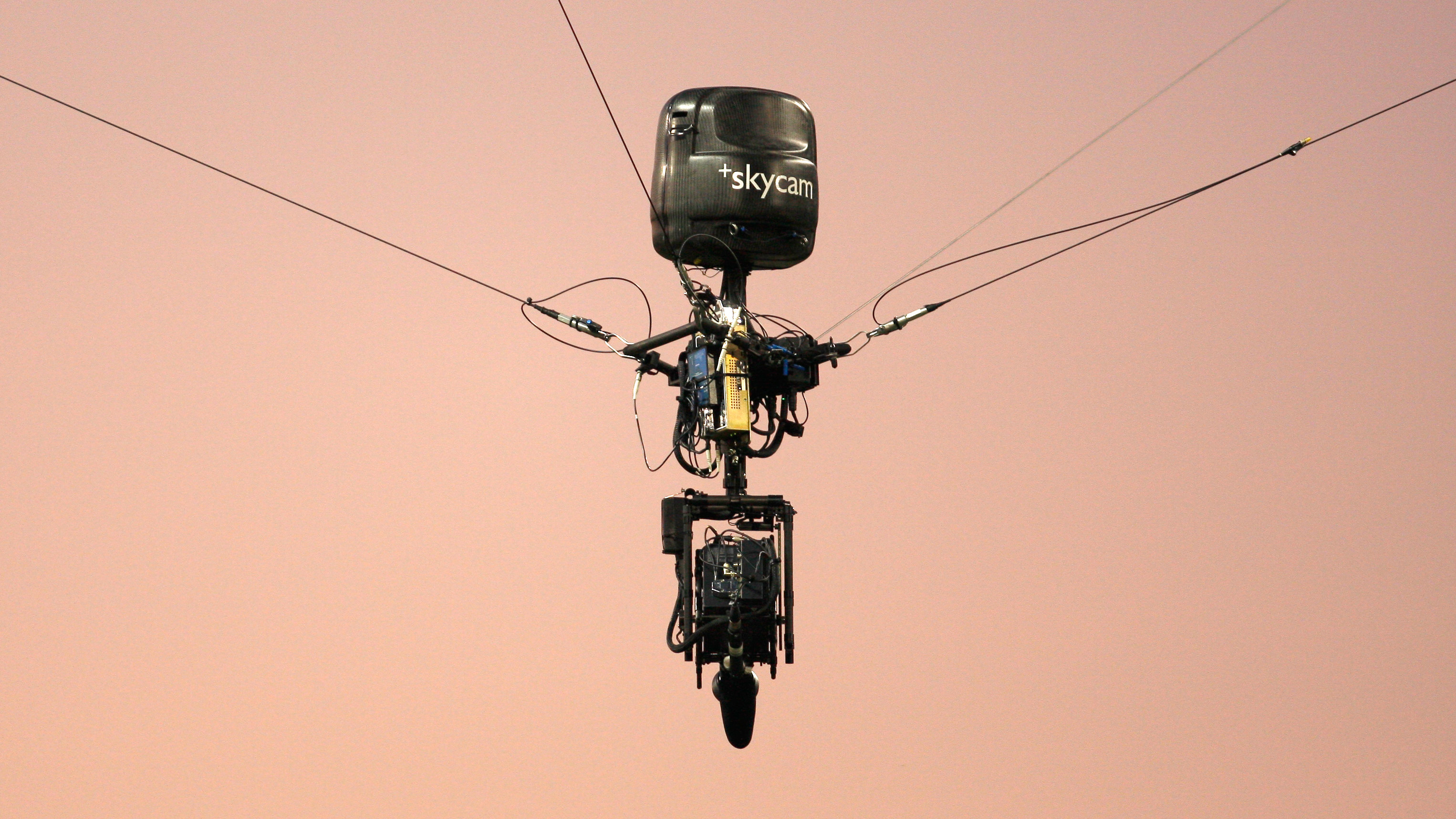
Кінокамера Ґарретта Бравна підвішена до Журавель (кіно)

- Для цієї ролі Ніколасу Кейджу вирвали два зуби (без анестезії).
- Для створення сцен мрій Пташки про те, щоб він справді міг літати, була вперше використана камера на кіножуравлі[fr]. Це була камера Ґарретта Бравна[en], утримувана дротами підвішеними до чотирьох журавлів та керована комп'ютером.[1]
- Музику для фільму написав протягом одного вихідного дня співак і автор пісень Пітер Гебріел, який активно використовував музичний комп'ютер з ранньою системою семплювання — Fairlight CMI. Цей музичний комп'ютер став одним із найпоширеніших інструментів у популярній музиці 1980-х років.

## Нагороди
- 1984 Премія Національної ради кінокритиків США:
  - 10-ка найкращих фільмів[en] — N 8.

- 1985 Премія Каннського кінофестивалю (Франція):
  - Гран-прі Каннського кінофестивалю.

- 1987 Нагорода Варшавського міжнародного кінофестивалю:
  - Приз глядацьких симпатій — Алан Паркер